# Операция „Блау“
Операция „Блау“ (на немски: Unternehmen Blau), проведена през Втората световна война, е кодовото название на плана на главното командване на германските войски за офанзива през лятото на 1942 г. срещу южния фланг на съветската армия. Целите и фазите на операцията са зададени с Директива № 41 на Адолф Хитлер от 5 април същата година. През първата фаза, наречена по-късно „Блау I“, войски от състава на група армии „Юг“ (впоследствие разделена на групи армии „А“ и „Б“) трябва да извършат пробив в съветските линии от района южно от град Орел към Воронеж. Във втората фаза („Блау II“) войските, завзели Воронеж, следва да се спуснат на юг по течението на река Дон и да се срещнат с войските, които ще настъпят от района на Харков. През третата фаза („Блау III“ или „Клаузевиц“) настъплението на юг-югоизток по Дон трябва да продължи, паралелно с офанзива от линията на река Миус, докато двете настъпващи групировки се съединят в района на Сталинград.
За осъществяването на трите фази от плана се разчита на бързи оперативни пробиви по сходящи направления чрез танкови и моторизирани формации, обкръжаване и разгромяване на съветските войски на части западно и северно от долното течение на Дон. Крайната цел на операция „Блау“ е да бъде открит свободен път към нефтените находища в Кавказ, чието завладяване ще отслаби СССР и ще даде на Германия допълнителни суровини, за да продължи войната срещу антихитлеристката коалиция.
Началото на операцията е забавено, тъй като Хитлер настоява преди това да бъдат ликвидирани съветските сили в крепостта Севастопол, на Керченския полуостров и в т. нар. Изюмска издатина срещу Харков. Битките при Керч и Харков приключват в края на май, но обсадата на Севастопол се затяга до началото на юли. Така операция „Блау“ започва едва на 28 юни 1942 г. с атака на 4-та танкова армия към Воронеж. Още преди превземането му, на 2 юли е задвижен „Блау II“ с настъпление на 6-а армия от района на Харков. Точно седмица по-късно, в изпълнение на плана „Клаузевиц“, 1-ва танкова армия и други части минават в настъпление по река Северский Донец (северно от Миус). В резултат на това немците овладяват големи територии (включително Воронеж, който пада на 6 юли, и Ростов, завзет на 23 юли). Въпреки териториалните придобивки, те не успяват да унищожат основните съветски сили, които се оттеглят на юг и изток от Дон.
На 23 юли Хитлер издава нова директива (№ 45), с която променя плана от април и нарежда на групи армии „А“ и „Б“ да атакуват едновременно в две направления – съответно към Кавказ (операция „Еделвайс“) и Сталинград (операция „Сива чапла“).